# 멜버른 렉탱귤러 스타디움

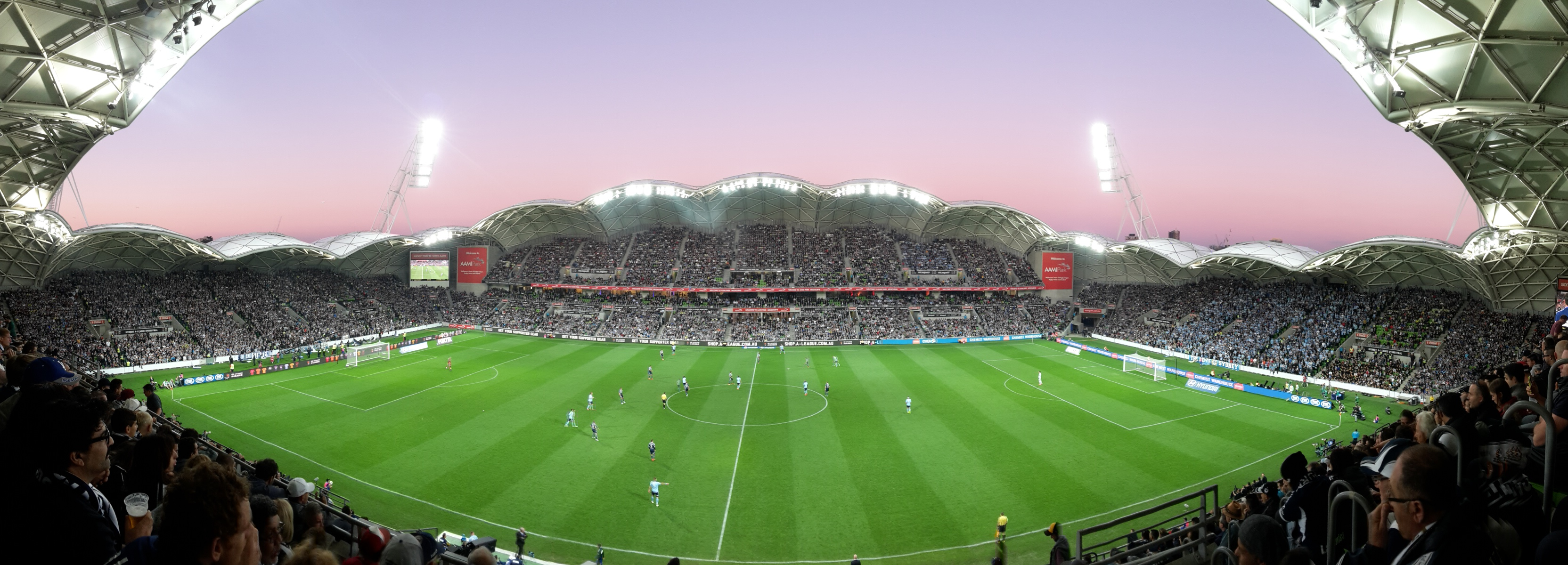

멜버른 렉탱귤러 스타디움(Melbourne Rectangular Stadium)은 오스트레일리아 빅토리아주 멜버른에 위치한 스타디움이다. 이 스타디움은 직사각형 모양의 스타디움으로 되어있다. 현재 멜버른 빅토리 FC와 멜버른 시티 FC의 홈구장이다.